# Cylisticoides rotundifrons
Cylisticoides rotundifrons là một loài giáp xác thuộc phân bộ Oniscidea. Loài này được miêu tả khoa học năm 1986 bởi Schmalfuss.